# Dominicas de la Congregación Inglesa de Santa Catalina de Siena
La Congregación Inglesa de Santa Catalina de Siena (oficialmente en inglés: Dominican Sisters of the English Congregation of St. Catherine of Siena) es un instituto religioso católico femenino, de vida apostólica y de derecho pontificio, fundado en 1862 con la unión de cinco congregaciones dominicas de origen inglés. A las religiosas de este instituto se les conoce como Dominicas de la Congregación Inglesa de Santa Catalina de Siena o simplemente como dominicas de Stone. Las mujeres de esta congregación posponen a sus nombres las siglas O.P.

## Historia

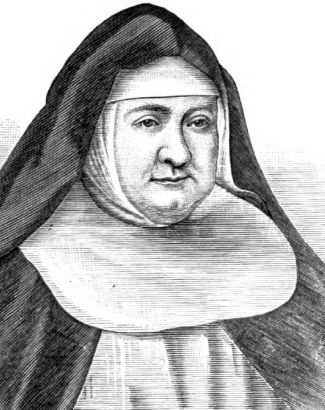
Margarita de la Madre de Dios (1803-1868), fundadora de la Congregación de Stone,

La congregación surge en 1929 a partir de la unión de cinco congregaciones dominicas de fundación inglesa:
- Congregación de Santa Catalina de Stone: instituto religioso fundado por Margarita de la Madre de Dios (Margaret Hallahan), en Bristol, en 1845. Establecieron la casa madre en Stone en 1853.
- Congregación de Santa Rosa de Lima: instituto fundado por Maria Teresa Matthews, en Stroud, el 2 de febrero de 1857. Recibieron la aprobación pontificia el 8 de septiembre de 1889 por el papa León XIII.
- Congregación de María Auxiliadora: instituto fundado por Rose Corbett en 1886, en Leicester.
- Congregación Londinense de San Vicente Ferrer: instituto fundado por Maria Cecilia Marshall, religiosa de la Congregación Dominica de Nuestra Señora de las Gracias de Châtillon, en 1896.
- Dominicas del Santo Rosario: instituto fundado por Caterina Filippa Bathurst en 1878 en Harrow. Recibieron la aprobación pontificia en 1890.

Con el fin de unir fuerzas y visto que las religiosas de estos institutos seguían la misma regla y constituciones similares se unieron un instituto único,  aprobado por el papa Pío XI el 27 de julio de 1929. La congregación fue agregada a la Orden de los Predicadores el 6 de octubre del mismo año.

## Organización
La Congregación Inglesa de Santa Catalina de Siena es un instituto religioso de derecho pontificio y centralizado, cuyo gobierno es ejercido por una priora general. La sede central se encuentra en Stone (Inglaterra).
Las dominicas de Nashville se dedican a la educación e instrucción cristiana de la juventud, a la atención de los ancianos y a otras obras sociales. Estas religiosas forman parte de la familia dominica y visten un hábito compuesto por una túnica, escapulario y esclavina blanca, con un velo negro. En 2017, el instituto contaba con 31 religiosas y 4 comunidades, presentes solo en Reino Unido, Noruega e Irlanda.